# Шираз (аэропорт)
Международный аэропорт Шираз или Международный аэропорт Шахид Дастгаиб (ИАТА: SYZ; ИКАО: OISS) (перс.     فرودگاه بین‌المللی شیراز  или فرودگاه شهید دستغیب ‎),  — международный аэропорт в Ширазе. Этот аэропорт — самый большой на юге страны, он связан с Дубаем, Стамбулом и Катаром, а также со многими городами Ирана.
После реконструкции в 2005 г. считается вторым наиболее надежным аэропортом страны (после аэропорта Имам Хомейни в Тегеране) с точки зрения безопасности полетов, с современным электронным и навигационным оборудованием.

## Авиакомпании и рейсы
- Air Arabia - Шарджа
- Iran Air - Бендер-Аббас, Бендер-Ленге, Доха, Исфахан, Кувейт, Тегеран - Мехрабад
- Iran Air Tours - Абадан, остров Киш, Мешхед, Тегеран - Мехрабад
- Iran Aseman Airlines - Бендер-Аббас, Стамбул - Ататюрк, Дубай, Кешм, Кувейт, Ламерд, Лар, Мешхед, Тебриз, Тегеран - Мехрабад
- Kish Air - остров Киш
- Mahan Air - Тегеран - Мехрабад
- Qatar Airways - Доха
- Turkish Airlines - Стамбул - Ататюрк